# León (departement)
León är ett departement i västra Nicaragua. Det täcker 5 107 m² av landet och har 404 471 invånare (2012). Departementets huvudstad och största stad är León.

## Geografi
Längs Stillahavskusten finns det långa sandstränder och tidvattendelta, ibland brutna av små klippor. Innanför kusten ligger ett bördigt slättland som reser sig upp mot den vulkaniska bergskedjan Cordillera Los Maribios, som delar departementet i två ungefär lika stora delar. Norr om vulkanerna finns det ytterligare ett slättland. Den nordligaste delen av departementet är bergigt och är en del av höglandet i nordvästra Nicaragua. León gränsar till departementen Chinandega i nordväst, Estelí i norr, Matagalpa i nordost, och Managua i öster, samt till Stilla havet i sydväst.

## Kommuner
Departementet har tio kommuner:
- Achuapa
- El Jicaral
- El Sauce
- La Paz Centro
- Larreynaga
- León
- Nagarote
- Quezalguaque
- Santa Rosa del Peñón
- Telica